# Ommatius fusiformis
Ommatius fusiformis är en tvåvingeart som först beskrevs av Becker 1926.  Ommatius fusiformis ingår i släktet Ommatius och familjen rovflugor. Inga underarter finns listade i Catalogue of Life.